# Коваленко Алла Арестівна
Алла Арестівна Коваленко (нар. 16 травня 1948, Харків) — український підприємець. Президент корпорації «Бісквіт-Шоколад», генеральний директор Харківської бісквітної фабрики. Герой України.

## Життєпис
Народилась 16 травня 1948 року в Харкові у сім'ї службовців.
Навчалася в Харківському політехнічному інституті (1966–1972).
З 1972 по 1984 рік працювала на Харківському жировому комбінаті на посадах: інженер-технолог, майстер цеху, старший технолог, начальник виробництва.
З 1984 по 1987 рік — Харківське виробниче об'єднання кондитерської промисловості на посаді старшого інженеру виробничого відділу, згодом — начальником виробництва.
З 13 жовтня 1987 — директор Харківської кондитерської фабрики № 2, яке у 1991 році перейменоване у «Харківську бісквітну фабрику», що в 1995 році перереєстровано у АТЗТ «Харківська бісквітна фабрика», де досі працює на посаді генерального директора.
Двічі — у 1998 та 2002 роках — була обрана депутатом Харківської міської Ради 3-го та 4-го скликання по 39-му міському округу.
26 березня 2006 р. обрана депутатом Харківської обласної ради.
Член партії «Народний Союз «Наша Україна»». У 2010 році вступила в партію «За Україну».

## Державні нагороди
- Звання Герой України з врученням ордена Держави (16 жовтня 2008) — за визначні особисті заслуги перед Українською державою у розвитку харчової промисловості, забезпечення виробництва високоякісної вітчизняної кондитерської продукції, багаторічну самовіддану працю[1]
- Орден княгині Ольги II ст. (26 червня 2006) — за вагомий особистий внесок у державне будівництво, утвердження конституційних прав і свобод громадян, соціально-економічний і духовний розвиток України[2]
- Орден княгині Ольги III ст. (16 травня 2003) — за вагомий особистий внесок у розвиток харчової промисловості, впровадження сучасних форм господарювання, активну громадську діяльність[3]
- Заслужений працівник промисловості України (21 квітня 1998) — за вагомі досягнення в праці, високий професіоналізм[4]
- Державна премія України в галузі науки і техніки 2011 року — за роботу «Інноваційні технології виробництва харчової продукції нового покоління масового споживання» (у складі колективу)[5]